# Jönköpingskretsens kristliga ungdomsförbund
Jönköpingskretsens kristliga ungdomsförbund, grundades 1907 genom en sammanslagning av Jönköpingskretsens ynglingaförbund (bildad 1892) och Jönköpingskretsens kristliga kvinnoförbund (bildad 1893). Förbundet hade startats inom Jönköpings Missionsförening och fick vid sammanslagningen med bland annat denna förening till Svenska Alliansmissionen 1919 ansvaret för Svenska Alliansmissionens Ungdomsförbund.